# Лехмінко Ігор Ігорович
І́гор І́горович Лехмі́нко (18 листопада 1973, Яворів — 13 лютого 2015, Дебальцеве) — прапорщик міліції України.

## З життєпису
Народився 1973 року у місті Яворів.
Доброволець, з серпня 2014-го — військовик батальйону патрульної служби міліції особливого призначення «Львів».
13 лютого 2015-го загинув у бою під Дебальцевим. У тому ж бою поліг зокрема Владислав Домченко. Сержант Р. Голік (40 ОМпБ) станом на червень 2019 року вважається зниклим безвісти.
Вдома лишилися батьки, дружина, 13-річний син Юрій. Родина ідентифікувала тіло, похований у Яворові 28 березня 2015-го.

## Нагороди
За особисту мужність і героїзм, виявлені у захисті державного суверенітету та територіальної цілісності України, вірність військовій присязі під час російсько-української війни
- орденом «За мужність» III ступеня (посмертно) (8.6.2015).